# Monument national du Hartmannswillerkopf
Pour un article plus général, voir Sites funéraires et mémoriels de la Première Guerre mondiale (Front Ouest).
Le Monument national du Hartmannswillerkopf est un mémorial de la Première guerre mondiale situé dans le Haut-Rhin.
Inauguré en 1932 par le Président de la République, Albert Lebrun, il fait partie des quatre monuments nationaux dédiés à la Première Guerre mondiale avec l’ossuaire de Douaumont (Meuse), Notre-Dame de Lorette (Pas-de-Calais), et le Mémorial des batailles de la Marne (Marne).
Il est l'oeuvre de l’architecte Robert Danis et du sculpteur Antoine Bourdelle.
On peut distinguer deux parties distinctes sur le site du Hartmannswillerkopf aujourd’hui : d’une part le monument national constitué de la crypte et de la nécropole nationale du Silberloch, d’autre part le champ de bataille avec ses vestiges et ses monuments.
Le 20 septembre 2023, l'ensemble mémoriel du Hartmannswillerkopf (Viel Armand) constitué de la nécropole nationale, du monument national et sa crypte situés au sommet dégagé du col du Silberloch, fait partie des 139 sites mémoriels et funéraires de la Première Guerre mondiale inscrits au patrimoine mondial de l'UNESCO.

## La crypte du monument
Les deux archanges de part et d'autre de la grille en fer forgé portant l'inscription Ad lucem perpetuam à l'entrée de cette crypte, sont des sculptures d'Antoine Bourdelle qui les a réalisées dans les années 1920 à la demande de son ami l'architecte en chef des monuments historiques Robert Danis, directeur de l'architecture et des beaux-arts d'Alsace et de Lorraine.
Dans la crypte se trouve un ossuaire qui renferme les restes d’environ 12 000 soldats inconnus ainsi que des armes et équipements récupérés sur le champ de bataille. Trois chapelles sont vouées aux cultes concordataires, catholique, protestant et juif. La chapelle catholique abrite également une Vierge à l'offrande de Bourdelle.
La crypte est surmontée d'une esplanade au milieu de laquelle se trouve un autel de la Patrie, copie conforme de l'autel élevé au milieu du Champ-de-Mars à Paris pour la fête de la Fédération le 14 juillet 1790.

## La nécropole nationale du Silberloch

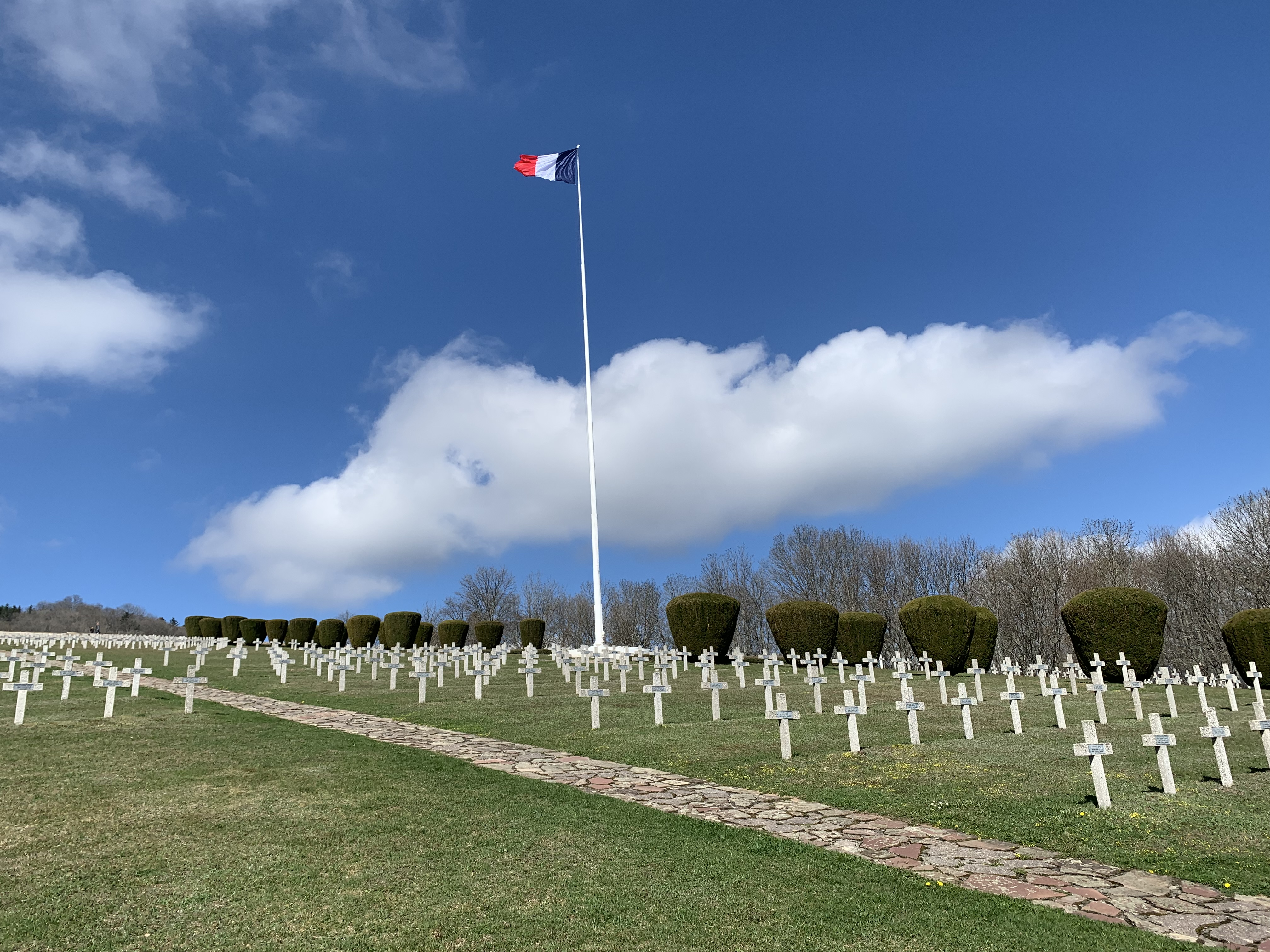
Nécropole nationale du Silberloch au Hartmannswillerkopf (Vieil Armand).

Situé sur le territoire de la commune de Wattwiller, le cimetière militaire français a une superficie de 1,67 ha. Il comprend 1 640 tombes dépouilles de soldats français, 1 256 en tombes individuelles et 384 en six ossuaires.